# گسیل تحریکی
گسیل تحریکی (گسیل القایی) فرایندی است که در آن یک الکترون (یا یک حالت مولکولی تحریک‌شده) با یک موج الکترومغناطیسی با یک فرکانس مشخص تعامل می‌کند و در نتیجهٔ این تعامل انرژی خود را به میدان الکترومغناطیسی می‌دهد. فوتونی که از راه گسیل تحریکی حاصل می‌شود دارای فاز، بسامد، قطبش و راستایی همسان با فوتون‌های موج اولیه است. این نوع گسیل در برابر گسیل خودبه‌خودی مطرح می‌شود که در آن گسیل مستقل از میدان مغناطیسی محیط شکل می‌گیرد. گسیل جذبی از پدیده‌های اساسی در تولید لیزر است.
وجود گسیل تحریکی را نخستین بار آلبرت اینشتین در سال ۱۹۱۶ میلادی در نظریه‌های خود مطرح کرد.